# Chrysopa derota
Chrysopa derota is een insect uit de familie van de gaasvliegen (Chrysopidae), die tot de orde netvleugeligen (Neuroptera) behoort. 
Chrysopa derota is voor het eerst wetenschappelijk beschreven door Banks in 1937.